# Krajowa Spółdzielcza Kasa Oszczędnościowo-Kredytowa
Krajowa Spółdzielcza Kasa Oszczędnościowo-Kredytowa  (Kasa Krajowa, Krajowa SKOK, KSKOK) – spółdzielnia osób prawnych na prawach przymusowego krajowego spółdzielczego związku rewizyjnego w odniesieniu do wszystkich spółdzielczych kas oszczędnościowo-kredytowych w Polsce, które z kolei są jedynymi podmiotami uprawnionymi do członkostwa w niej.

## Opis
Kasa Krajowa została utworzona w 1992 roku z inicjatywy Grzegorza Biereckiego, który został wówczas jej pierwszym prezesem i pełnił tę funkcję do 9 października 2012 roku. Przewodniczącym rady nadzorczej został Adam Jedliński. Aktualnie tę funkcję sprawuje Grzegorz Buczkowski. Początkowo przynależność SKOK-ów do Kasy Krajowej była dobrowolna. Szczegółowe zasady organizowania i działania oraz role Kasy Krajowej określiło rozporządzenie Rady Ministrów z 19 grudnia 1992 roku. Na podstawie ustawy z dnia 14 grudnia 1995 roku o spółdzielczych kasach oszczędnościowo-kredytowych, SKOK-i były nadzorowane przez Kasę Krajową.
Celem jej działalności jest udzielanie wsparcia SKOK-om ze środków funduszu stabilizacyjnego (pochodzących z zysku Kasy Krajowej oraz w części z wkładów opłacanych przez SKOK-i), zapewnienie stabilności finansowej oraz bezpieczeństwa zgromadzonych w kasach oszczędności poprzez dbanie o przestrzeganie przepisów prawnych przez spółdzielcze kasy. W wyniku ustawy z dnia 19 kwietnia 2013 roku uchwalonej przez Sejm VII kadencji, nowelizującej ustawę z dnia 5 listopada 2009 roku o spółdzielczych kasach oszczędnościowo-kredytowych (Dz.U. z 2013 r. poz. 613) środki pieniężne zgromadzone przez klientów (członków) SKOK zostały objęte z dniem 29 listopada 2013 r. ustawowym systemem gwarantowania depozytów przez Bankowy Fundusz Gwarancyjny. Gwarancja obecnie wynosi 100 000 euro. Od 1996 roku, do czasu objęcia Spółdzielczych Kas Oszczędnościowo-Kredytowych, w tym Kasy Krajowej państwowym nadzorem Komisji Nadzoru Finansowego (KNF) 27 października 2012 roku był to podstawowy (jedyny) organ nadzorczy dla SKOK.
Poza funkcją nadzorczą Kasa Krajowa zapewnia SKOK-om doradztwo prawne, finansowe, ma możliwość udzielania pożyczek/kredytów SKOK-om, reprezentuje interesy SKOK-ów przed organami administracji państwowej, organami samorządu terytorialnego oraz przed organizacjami międzynarodowymi, ma także możliwość wyrażenia opinii na temat projektów aktów prawnych dotyczących spółdzielczych Kas.
Obecnie funkcję prezesa Kasy Krajowej sprawuje Rafał Matusiak. Otrzymał on jednogłośną zgodę Komisji Nadzoru Finansowego na pełnienie stanowiska Prezesa Kasy Krajowej w 2018 roku. Rafał Matusiak pełni również funkcję przewodniczącego Rady Dyrektorów WOCCU (World Council of Credit Unions – Światowej Rady Unii Kredytowych).